# 上雷滕巴赫
上雷滕巴赫是奥地利施蒂利亚州魏茨县的一个市镇。总面积11.04平方公里，总人口488人，人口密度44.2人/平方公里（2005年）。